# 国际足球冠军俱乐部

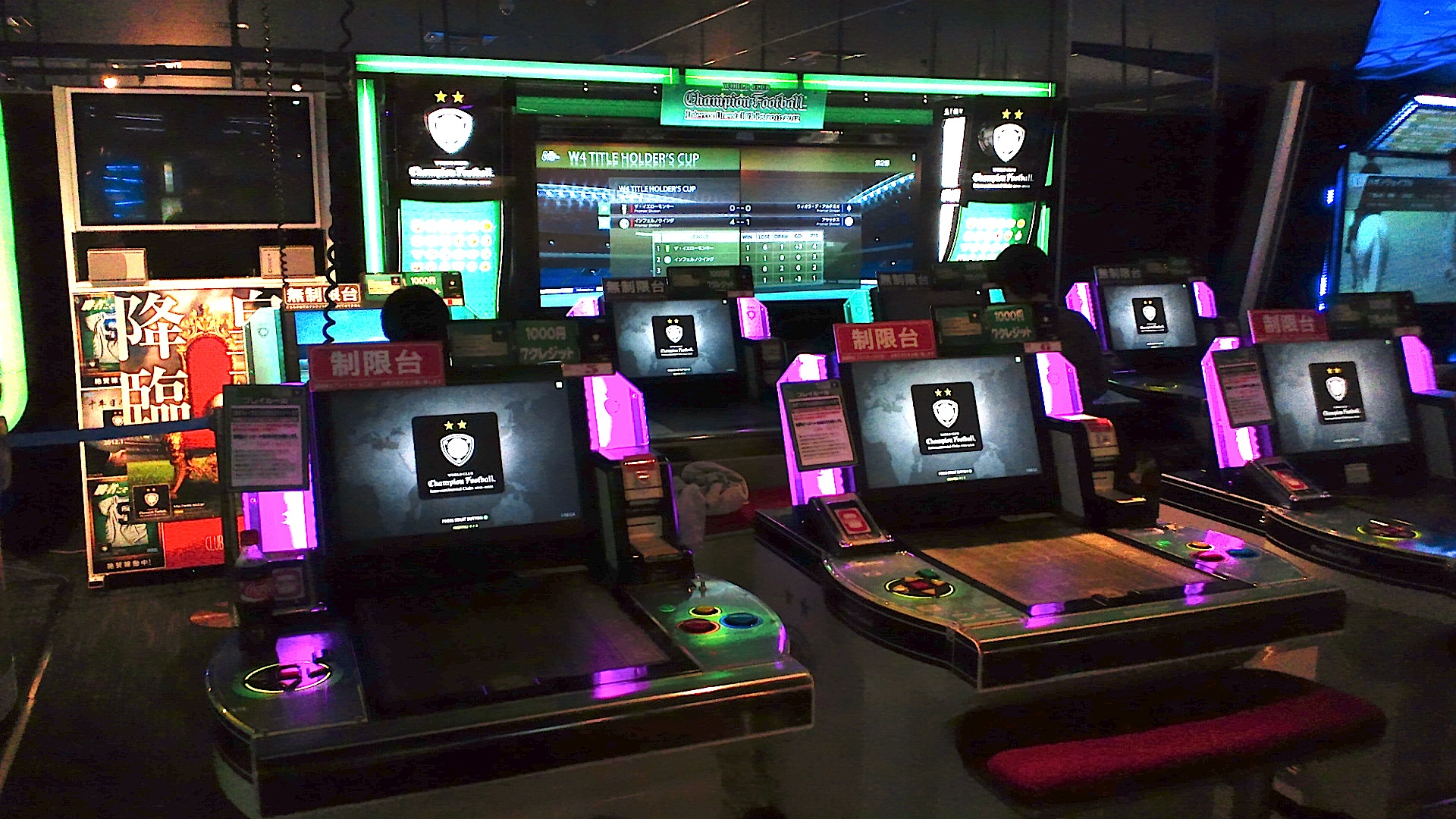
WORLD CLUB 冠軍足球洲際俱樂部 2011-2012 住宿

《国际足球冠军俱乐部》（英文：World Club Champion Football；简称WCCF），是一款以现代足球为背景的模拟足球游戏，這款游戏模擬了足球教练在训练与比赛时情形。
《国际足球冠军俱乐部》的的独特之处在与其一这不是平常以光碟为载体的游戏，其二该游戏是一个基于卡牌收集、炼成以及对战的街机游戏。该游戏每一年会发行一套前一年若干主要球队的16名主要球员卡片，一般，这些主要球队集中于欧洲大陆的五大联赛，有时候会加入一些南美洲的知名球队，如曾经拥有过球王贝利的巴西名队桑托斯，拥有过上帝之手马拉多纳的阿根廷劲旅博卡青年，以及前两只队伍的主要对手圣保罗、河床等等。